# Keizerlijk leermeester
Keizerlijk leermeester (dishi) was een titel in het rijk van de Mongoolse Yuan-dynastie, een rijk dat Mongolië, het grootste deel van het huidige China en enkele omliggende gebieden omspande. De titel gaf aan dat de benoemde de belangrijkste religieuze autoriteit van het boeddhisme was. De leermeester had daarnaast enkele taken in Tibet tijdens de Mongoolse periode.
De functie werd in 1270 gecreëerd door Koeblai Khan met de benoeming van Phagspa. Gedurende de gehele Mongoolse periode werd de functie vervuld door geestelijken uit de sakya-traditie, maar lang niet altijd uit de Khon-familie die traditioneel de abten van het klooster Sakya leverde. Er zijn verschillende bronnen, die ook verschillende aantallen leermeesters gedurende de periode geven. De meest gezaghebbende bron (Luciano Petech) geeft een lijst van negen leermeesters. Van deze negen personen waren er slechts vijf afkomstig uit de Khon-familie. 
Na Phagspa waren de functies van keizerlijk leermeester en sakya trizin strikt gescheiden. De keizerlijk leermeester verbleef - na Phagspa - in de onmiddellijke nabijheid van het keizerlijk paleis. Als hij China verliet verloor hij de functie en werd onmiddellijk iemand anders benoemd. De keizerlijk leermeester was een functie binnen het keizerlijk bestuur. Hij genoot buitengewoon veel aanzien, kon over aanzienlijke financiële middelen beschikken, kon - in principe - invloed uitoefenen op beslissingen van het Bureau van Boeddhistische en Tibetaanse Zaken (een ministerie aan het keizerlijk hof) en kon de keizer adviseren. 
Het was en bleef echter een keizerlijke functie die grotendeels aan het hof werd uitgeoefend. Acties die door de keizerlijk leermeester werden geïnitieerd en die contrair zouden kunnen zijn aan de belangen van de Mongoolse heersers waren onmogelijk. De beslissingen van de keizerlijk leermeester werden dan ook altijd namens de keizer genomen en hadden vooral betrekking op de bevestiging van het verkrijgen van goederen en privileges. De keizerlijk leermeester had geen enkele invloed op de feitelijke en dagelijkse regeringszaken in Tibet. Vanaf Phagspa werden alle keizerlijke leermeesters op jeugdige, soms zeer jeugdige leeftijd in die functie benoemd. Hun geestelijke en morele ontwikkeling, hun kennis van de doctrines waren dus geen echte maatstaven bij de benoeming. Die maatstaven werden uitsluitend politiek bepaald. Geen van hen was ook een tulku.

## Overzicht
De volgende dishi's of keizerlijke leraren dienden aan het hof van de Mongoolse Yuan-dynastie.
1. Phagspa
2. Rinchen Gyaltsen (1267-1275)
3. Dharmapala Rakshita (1281-1287)
4. Yeshe Rinchen (1286-1291)
5. Dragpa Öser (1291-1303)
6. Rinchen Gyaltsen (ca. 1303 - ca. 1305)
7. Sanggye Päl (1305-1314)
8. Künga Lodrö Gyaltsen Päl Sangpo (1315-1327)
9. Wangchug Gyaltsen (1323-1325)
10. Künga Legpa Jungne Gyaltsen Päl Sangpo (1328-1329)
11. Rinchen Drashi (1329-1332)
12. Künga Gyaltsen Päl Sangpo (1333-1358)
13. Lachen Sönam Lodrö (1358-1362)
14. Namgyal Päl Sangpo (ca. 1362)